# Tityus kukututee
Espèce
Tityus kukututee est une espèce de scorpions de la famille des Buthidae.

## Distribution
Cette espèce est endémique du Suriname. Elle se rencontre vers Pierre Kondre, Carolina dans le district de Para.

## Description
La femelle holotype mesure 35,8 mm et le mâle paratype 36,2 mm.

## Publication originale
- Ythier, Chevalier & Gangadin, 2020 : « Description of Tityus (Archaeotityus) kukututee sp. n. from Suriname, with comments on related species (Scorpiones: Buthidae). » Arachnica - Rivista Aracnologica Italiana, vol. 27, no , p. 36-51.